# 藤原賢子
藤原賢子(天喜五年－應德元年九月廿二)即1057年—1084年10月24日，為右大臣源顯房之女，母源隆子，後由關白藤原師實收為養女，因此改姓藤原。為第72代天皇白河天皇中宮，因姿色美豔，美貌迷人，深受白河天皇寵愛，生下二子三女，一宮敦文親王、郁芳門院媞子內親王、二条太皇太后令子內親王、善仁親王、土御門齋院禛子内親王

## 東宮妃、中宮
於後三条天皇朝延久三年（1071年），以十五歲之齡進入東宮，成為皇太子貞仁親王之東宮妃，並被稱做御息所，住在後宮七殿之一的麗景殿內。
不久之後，皇太子的貞仁親王即位成為72代白河天皇，而身為東宮妃的賢子也女御宣下，並敘從四位下，但賢子還來不及被稱做麗景殿女御，即於承保元年（1074年）六月中宮宣下，同年生下白河天皇長子—被稱做一宮的敦文親王。
在一宮敦文親王之後，承保三年（1076年），生下白河天皇一生中最寵愛的女兒—郁芳門院媞子內親王。承曆二年（1078年）生下有二条太皇太后之稱、同時也是白河天皇所有女兒中最顯貴的令子內親王。次年（1079年）生下善仁親王。永保元年（1081年）生下土御門齋院—禛子内親王。
藤原賢子的一生，史書上著墨很少，只知道她有著豔麗無雙的美貌，是一位絕世美女，且她所生的二子三女，幾乎都得到了很尊榮的地位和身分，尤其是次女令子內親王，更是被稱做二条太皇太后，是除去善仁親王以外，最為顯貴者。賢子自成為東宮妃之後，往後直至在白河天皇朝應德元年（1084年）九月以28歲之齡崩御止，終其一生都獲得了白河天皇之寵，而在藤原賢子生前，除去年長白河天皇11歲、被稱做承香殿女御的藤原道子以外，沒有其他嬪妃，更看的出白河天皇对贤子的宠爱。

## 崩御
白河天皇朝應德元年（1084年），藤原賢子生了一場重病，曾向白河天皇乞假出宮歸寧，但不被白河天皇所應允。最後賢子在同年九月以28歲之齡崩御，葬於上醍醐陵之中。這帶給了白河天皇很大的悲痛，賢子死後，白河天皇哀慟的抱著賢子的遺體哭泣。而賢子的死也造成白河天皇無心繼續治國，於應德四年（1087年），由賢子所出的善仁親王繼位為第73代堀河天皇，並以同樣是藤原賢子所生的媞子內親王，於寬治元年（1087年）成為弟弟堀河天皇的準母。

## 參看
- 尊稱皇后